# Berço de Judas

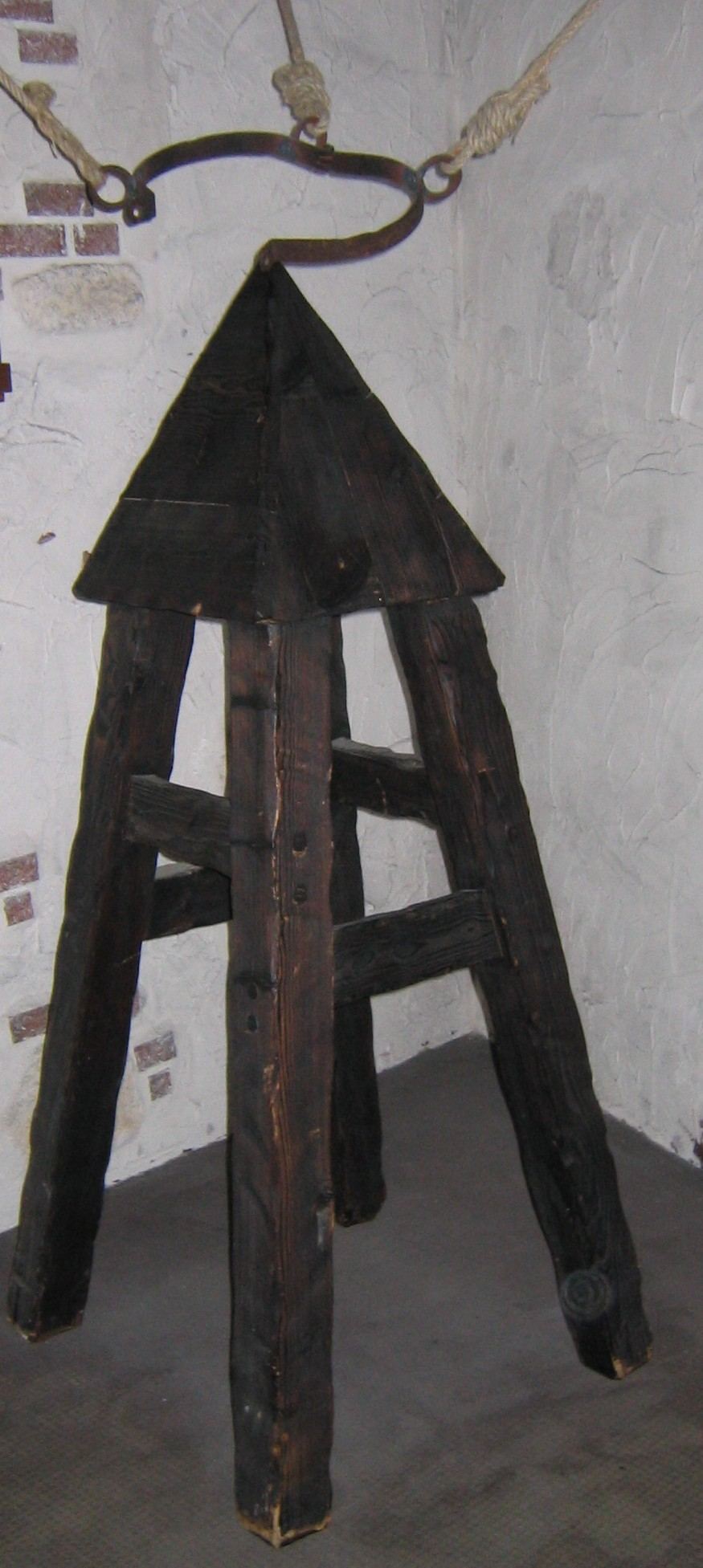
Berço de Judas no Museu da Tortura em Freiburg, Alemanha.

O Berço de Judas ou Cadeira de Judas é um instrumento de tortura que consiste num assento com a forma de uma pirâmide, alegadamente utilizado pela Inquisição espanhola.
O dispositivo foi desenvolvido pelo italiano Ippolito Marsili.
A vítima era colocada sobre o assento com a ponta da pirâmide inserida no seu ânus, vagina ou escroto, e então lentamente baixada por cordas ou correntes. O condenado geralmente nu, era exposto a fim de adicionar mais humilhação. Este dispositivo foi concebido para esticar o orifício ou lentamente empalar a pessoa. O alongamento do orifício causaria dor e hemorragia, o que acabaria por causar a morte.[carece de fontes?]

## Dispositivos relacionados
Um dispositivo semelhante, conhecido como um cavalo, às vezes é dito ter sido usado na Prússia aos soldados disciplinados. Este aparelho não foi projetado para quebrar a pele, mas em vez causar danos aos órgãos genitais.